# Les Règles du jeu
Pour les articles homonymes, voir Les Règles du jeu (homonymie).
Les Règles du jeu (The Name of the Game) est une série télévisée américaine en 76 épisodes de 90 minutes (120 minutes avec les publicités), créée par Leslie Stevens et diffusée entre le 20 septembre 1968 et le 19 mars 1971 sur le réseau NBC.
Au Québec, la série a été diffusée à partir du 5 septembre 1969 à la Télévision de Radio-Canada, et en France, à partir du 4 juillet 1970 sur la première chaîne de l'ORTF.

## Synopsis
Cette série met en scène les enquêtes, à travers le monde, de trois reporters du Crime Magazine.

## Distribution
- Gene Barry (VF : Jean Amadou) : Glenn Howard
- Anthony Franciosa : Jeff Dillon
- Robert Stack (VF : Jacques Deschamps) : Dan Farrell
- Susan Saint James : Peggy Maxwell
- Ben Murphy : Joe Sample
- Cliff Potts : Andy Hill
- Mark Miller (en) : Ross Craig
- Jo de Winter (en) : Helena

## Production
Chaque épisode de la série met en scène uniquement l'un des trois reporters (Jeff, Glenn, Dan), en rotation. À l'occasion, le personnage de Glenn apparaît brièvement dans des épisodes ayant pour héros Jeff ou Dan. Ces deux derniers n'apparaissent jamais ensemble. Jeff apparaît aussi à deux reprises dans des épisodes centrés sur Glenn.
Pendant la deuxième saison, Darren McGavin incarne le journaliste Sam Hardy qui mène l'enquête à une reprise en lieu et place de l'un des trois reporters habituels. Vera Miles, dans le rôle de la reporter Hilary Vanderman, est de même l'héroïne d'un épisode.   
Après le tournage de trois épisodes de la troisième saison, Franciosa a été apparemment congédié. Des invités spéciaux, tels que Peter Falk, Robert Culp, Robert Wagner et Suzanne Pleshette, ont alors pris la relève, ajoutant la présence d'autres top reporters au magazine.
Deux épisodes sont centrés, non pas sur l'un des trois reporters habituels ou sur des invités spéciaux, mais sur un des personnages secondaires de la série. C'est le cas à une reprise pour la secrétaire Peggy Maxwell (jouée par Susan Saint James) et une fois également pour le jeune Andy Hill (jouée par Cliff Potts).

## Épisodes

### Première saison (1968-1969)
1. Titre français inconnu (The Fear of High Places)
2. Le Dernier Témoin (The Witness)
3. Le Scandale (The Taker)
4. Titre français inconnu (Collector's Edition)
5. Cauchemar (Nightmare)
6. Titre français inconnu (Incident in Berlin)
7. Titre français inconnu (Shine On, Shine On, Jesse Gil)
8. Titre français inconnu (Lola in Lipstick)
9. Le Protecteur (The Protector)
10. Titre français inconnu (The Ordeal)
11. Titre français inconnu (The White Birch)
12. Titre français inconnu (High on a Rainbow)
13. Les Démons de la batterie (The Black Answer)
14. Titre français inconnu (Pineapple Rose)
15. Titre français inconnu (The Revolutionary)
16. Suspecté de meurtre (Swinger's Only)
17. Titre français inconnu (The Inquiry)
18. L'Incorruptible (The Incomparable Connie Walker)
19. Titre français inconnu (Love-In at Ground Zero)
20. Intrigue au casino (The Suntan Mob)
21. L'Ambitieux (Keep the Doctor Away)
22. Titre français inconnu (The Bobby Currier Story)
23. Un pasteur parmi les hommes (A Wrath of Angels)
24. Le Troisième Choix (The Third Choice)
25. L'Attaque de la banque (Breakout to a Fast Buck)
26. Diffamation (An Agent for the Plaintiff)

### Deuxième saison (1969-1970)
1. Titre français inconnu (Lady On the Rocks)
2. Titre français inconnu (A Hard Case of the Blues)
3. Titre français inconnu (Blind Man's Bluff)
4. Titre français inconnu (The Emissary)
5. Titre français inconnu (Chains of Command)
6. Titre français inconnu (Goodbye Harry)
7. Titre français inconnu (Give Till It Hurts)
8. Titre français inconnu (The Perfect Image)
9. Titre français inconnu (The Prisoner Within)
10. Titre français inconnu (The Civilized Men)
11. Titre français inconnu (High Card)
12. Titre français inconnu (The Power)
13. Titre français inconnu (Laurie Marie)
14. Titre français inconnu (The Tradition)
15. Titre français inconnu (The Brass Ring)
16. Titre français inconnu (Island of Gold and Precious Stones)
17. Les Colonels (The Takeover)
18. Titre français inconnu (The Garden)
19. Titre français inconnu (Tarot)
20. Titre français inconnu (The King of Denmark)
21. Titre français inconnu (The Skin Game)
22. Titre français inconnu (Man of the People)
23. Titre français inconnu (Echo of a Nightmare)
24. Titre français inconnu (Jenny Wilde Is Drowning)
25. Titre français inconnu (One of the Girls in Research)
26. Titre français inconnu (The Other Kind of Spy)

### Troisième saison (1970-1971)
1. Titre français inconnu (So Long Baby, and Amen)
2. Titre français inconnu (A Love to Remember)
3. Titre français inconnu (Cynthia Is Alive and Living in Avalon)
4. Titre français inconnu (Battle at Gannon's Bridge)
5. Titre français inconnu (The Enemy Before Us)
6. Titre français inconnu (The Time Is Now)
7. Titre français inconnu (The War Merchants)
8. Titre français inconnu (Little Bear Died Running)
9. Titre français inconnu (All the Old Familar Faces)
10. Titre français inconnu (I Love You, Billy Baker - Part 1)
11. Titre français inconnu (I Love You, Billy Baker - Part 2)
12. Titre français inconnu (Why I Blew Up Dakota)
13. Titre français inconnu (Aquarius Descending)
14. Titre français inconnu (The Glory Shouter)
15. Titre français inconnu (A Sister from Napoli)
16. Titre français inconnu (Los Angeles 2017)
17. Titre français inconnu (The Man Who Killed a Ghost)
18. Titre français inconnu (Seek and Destroy)
19. Titre français inconnu (A Capitol Affair)
20. Titre français inconnu (The Savage Eye)
21. Titre français inconnu (Appointment in Palermo)
22. Titre français inconnu (Beware of the Watchdog)
23. Titre français inconnu (The Broken Puzzle)
24. Titre français inconnu (The Showdown)

## Commentaires
Cette série est inspirée du film Enquête à Chicago (Chicago Deadline), réalisé par Lewis Allen en 1949.
L'épisode Los Angeles 2017 a été réalisé par Steven Spielberg.

## Récompenses
- Emmy Award 1969 : Meilleure actrice dans un second rôle pour Susan Saint James